# Abdul Kader Dabo
Abdul Kader Dabo (ur. 22 lipca 1970) – malijski judoka. Olimpijczyk z Barcelony 1992, gdzie zajął 22. miejsce, w wadze półśredniej.
Uczestnik Pucharu Świata w 1999 roku.

## Letnie Igrzyska Olimpijskie 1992
| Konkurencja | Eliminacje           | Eliminacje              | Klas. końcowa |
| Konkurencja | Przeciwnik 1         | Przeciwnik 2            | Miejsce       |
| ----------- | -------------------- | ----------------------- | ------------- |
| 73 kg       | Amadou Guèye (SEN) Z | Alexandru Ciupe (ROU) P | 22.           |